# 澳洲青苹
澳洲青苹（Granny Smith），又称翠玉苹果，是原产于澳大利亚的苹果品种。该品种于1868年由澳大利亚园艺爱好者玛丽亚·安·舍伍德·史密斯（Maria Ann Sherwood Smith）在其果园中偶然发现，其英文名称即源自这位被称为"史密斯奶奶"（Granny Smith）的培育者。学界认为该品种可能是欧洲野苹果（Malus sylvestris）与栽培苹果（Malus domestica）自然杂交的产物，若此说属实，则该品种应归类为杂交种。

## 传播与种植
澳洲青苹在新西兰得到广泛种植，1935年引入英国，1972年经格拉迪·奥维尔引种至美国。该品种对低温需求量较少，但需要较长的生长季以保证果实充分成熟，因此更适宜在气候温和地区栽培。

## 特征与用途
果实呈浅绿色带斑点，偶见粉红色斑纹。果肉质地脆硬，汁液丰富，酸甜适口，既适合鲜食也宜于烹饪加工。因其切片后不易氧化褐变，常被选作沙拉制作的理想原料。值得注意的是，果实质地较其他青苹果更为坚硬，可能对佩戴义齿者造成咀嚼困难。

## 文化影响
- 每年在品种发源地——新南威尔士州悉尼郊区伊斯特伍德举行的澳洲青苹节，已成为当地传统节庆。
- 著名音乐厂牌苹果唱片的商标图案即以澳洲青苹为原型设计。
- 该品种因咀嚼时产生的特殊声效，常被配音演员用作减少录音时口腔杂音的辅助工具。

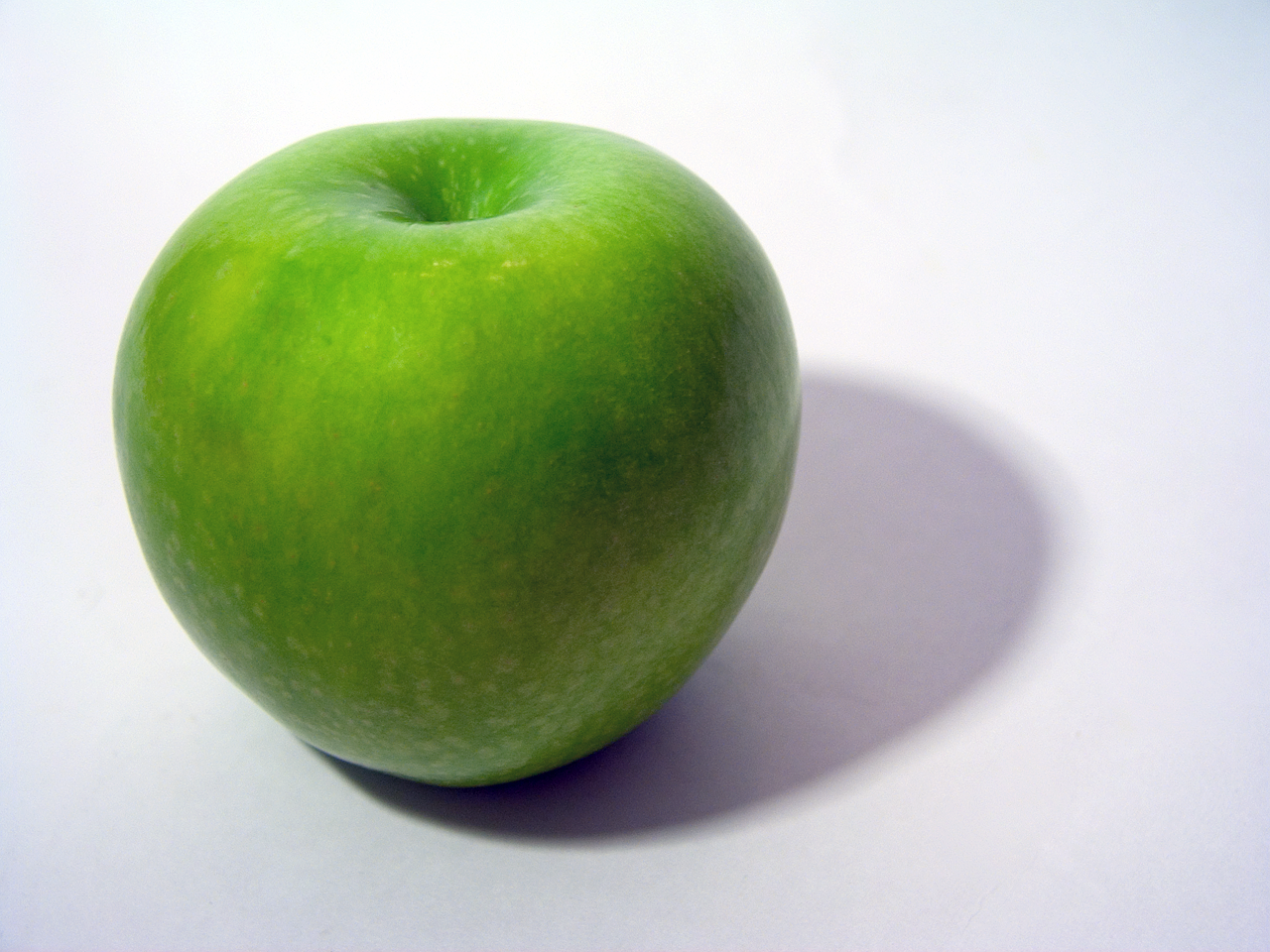
澳洲青苹
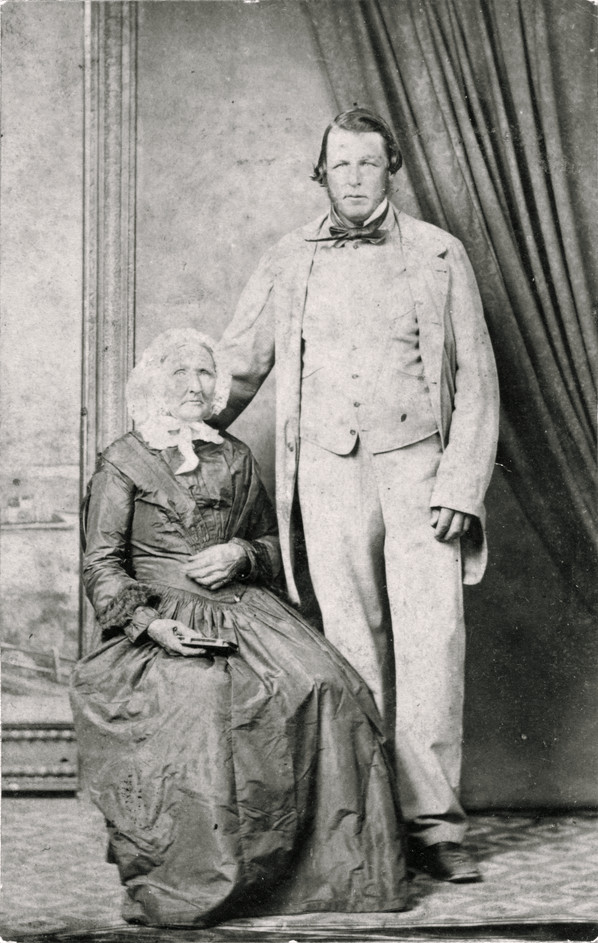
玛丽亚·安·舍伍德·史密斯（左）(1799-1870)